# André Jaunet
André Jaunet   (Corné, 17 de maig de 1911 - Zúric, 13 de desembre de 1988) era flautista del mateix gènere que Marcel Moyse. Els darrers anys va treballar com a professor a Zuric, Suïssa, on va ensenyar als flautistes Peter-Lukas Graf i Aurèle Nicolet, entre d'altres.

## Estudis i carrera
Del 1924 al 1927, Jaunet va estudiar amb Etienne Moncelet a Angers. Del 1927 al 1929, Jaunet va completar els seus estudis amb Marcel Moyse a París. Del 1929 al 1931 va estudiar al Conservatori de París amb Philippe Gaubert. Després d'ocupar els principals llocs de flauta travessera de l'Òpera de Lille (França), a lStadtorchester Winterthur (Suïssa) i a lOrquestra Simfònica de Berna (Suïssa), Jaunet es va traslladar a Zuric, Suïssa, on va ser principal flautista de lOrquestra Tonhalle des de 1938 fins a 1978. Va ensenyar al Conservatori i a la Musikhochschule (actual Zürcher Hochschule der Künste) del 1938 al 1981. El 1973 va acceptar un càrrec de professor convidat durant un any a la "Hochschule für Musik Freiburg" (Alemanya). El 1977 va ser professor convidat a la Universitat de Toronto (Canadà) durant un any. Va participar com a jurat en molts concursos fora de Suïssa. Jaunet va realitzar cursos d'estiu a Banff (Canadà), Japó, Suècia, Holanda i, a prop del final de la seva vida (entre 1982 i 1988), va impartir classes magistrals anuals a les ciutats suïsses de Thun i Obersaxen.

## Premis o honors
- El 1931, als 20 anys, va rebre el Primer Premi de flauta del Conservatori de París.
- El 1939 va guanyar el Primer Premi al Concurs Internacional de Música de Ginebra.
- El 1966, el govern francès va atorgar a Jaunet la Legió d'Honor.

## Treball en solitari
Durant la seva vida, a més d'ocupar la càtedra de flautista principal a la Tonhalle, va actuar activament com a flautista solista amb moltes orquestres. Aquests van incloure: lOrquestra de Cambra de Zuric (sota la direcció d'Edmond de Stoutz), el "Collegium Musicum Zürich"(amb el director Paul Sacher) i el ""Festival Strings Lucerne" (amb el director Rudolf Baumgartner).

## Conjunts musicals
Durant molts anys, Jaunet va tocar amb el quintet de Zurich Woodwind, que incloïa André Raoult a l'oboè, Rolf Kubli al clarinet, Rudolf Leuzinger al fagot i Werner Speth a la trompa. Del 1947 al 1962, Jaunet va participar en música de cambra barroca a la "Zunfthaus zur Meise de Zuric", on va tocar amb Hans Andreae (clavicèmbal), James Whitehead (violoncel), Claude Starck (violoncel), Karl Maria Schwamberger (viola da gamba), Hugues Cuenod (tenor), Hermann Leeb (llaüt, guitarra), Heribert Lauer (violí) i altres. Jaunet també va participar en la realització d'obres modernes i en l'anàlisi del "Quintet de vent" d'Arnold Schönberg. El 1961 va interpretar la "Sonatina per a flauta i piano" de Pierre Boulez amb Maria Bergmann a la "Tonhalle de Zuric", amb la presència del compositor.

## Discografia
Tot i que molts estan esgotats, Jaunet va enregistrar diversos discos al llarg de la seva carrera. André Jaunet: The Art of the Great Flutist és un àlbum de 3 CD que es va produir pòstumament, amb l'ajut de la seva dona, Clotilde Faillettaz Jaunet, del productor Muramatsu i dels antics alumnes de Jaunet, Aurèle Nicolet, Peter-Lukas Graf, Guenter Rumpel, Kiyoshi Kasai i el músic Michel Kurz. "Catàleg Muramatsu".
Jaunet. Wie Meister Ueben: André Jaunet (How Masters Practice), flauta travessera, Edicions Panton Zürich 1966, 120 pàgines. Conté dos discos LP en què el flautista ensenya un alumne i després toca l '"Andante en Do major de Mozart (alumna: Sylvia Baumann). Partitura per a flauta i piano.

## Vida personal
El 1937 es va casar amb Clotilde Faillettaz. Van tenir dos fills: Philippe Jaunet (nascut el 1938) i Yvonne Jaunet (nascut el 1940). El 13 de desembre de 1988, André Jaunet va morir als 77 anys a Zuric després d'una batalla contra el càncer de fetge. Les seves cendres es troben al seu estimat poble francès natal, Corné, a Anjou a la vall del Loira.

## Articles
- Gresset, Pascal. "André Jaunet, des de la dolçor angevina fins als mals de l'anacrouse." Revista Traversières: La Revue officielle de l'Association Francaise de la flute, N ° 88, Troisieme Trimestre, pp. 24-78
- Gresset, Pascal. "André Jaunet", Floete Aktuell, Magazin no 4/2007, part 1, pàgines 10-37, traduït del francès a l'alemany per Guenter Rumpel.
- Gresset, Pascal. "André Jaunet", Floete Aktuell, revista 1/2008, part 2, traduït del francès a l'alemany per Guenter Rumpel.
- Jaunet, André. Editat per Guenter Rumpel, Stilistiche Betrachtungen zur Flötenliteratur / Reflexions musicales (Observacions estilístiques sobre la literatura de la flauta travessera). Pròleg Aurèle Nicolet, Associació de Flautes Suïsses 1991.
- Jaunet, André. Wie Meister Ueben: André Jaunet (How Masters Practice), flauta travessera, Edicions Panton Zürich 1966, 120 pàgines. Conté dos discos LP en què el flautista ensenya un alumne i després toca l '"Andante en Do major de Mozart" (alumna: Sylvia Baumann). Partitura per a flauta i piano.